# Макрозамия Макдонелла
Макрозамия Макдонелла (лат. Macrozamia macdonnellii) — вид голосеменных растений семейства Замиевые (Zamiaceae). Видовое название указывает на место произрастания растения - горный хребет Мак-Доннелл.
Растения древовидные, ствол 0,4—3 м высотой, 60—80 см диаметром. Листьев в кроне 50-120, сизые, тусклые, длиной 150-220 см, состоят из 120-170 листовых фрагментов; хребет не спирально закрученный; черешок длиной 12-25 см, прямой. Листовые фрагменты простые; средние - длиной 20—30 см, 7—11 мм в ширину. Пыльцевые шишки веретеновидные 25—40 см длиной, 8—10 см диаметром. Семенные шишки яйцевидные, длиной 40-50 см, 20-27 см диаметром. Семена яйцевидные, 60-80 мм длиной, 40-53 мм в ширину; саркотеста оранжевая, или оранжево-коричневого цвета.
Эндемик Австралии (Северная территория). Произрастает на тонких почвах каменистых склонов, на лугах и в редколесье. Обычно растет в затенённых оврагах или защищённых ущельях, а также на холмах, как на метаморфических, так и на осадочных породах.
Вызывает обеспокоенность явное сокращение популяции черноногого скального валлаби (Petrogale lateralis), что может оказать негативное влияние на распространение семян. Растения также собираются коллекционерами. Растения встречаются на природоохранных территориях Alice Springs Telegraph Station Historic Reserve, Arltunga Historic Reserve, Finke Gorge National Park, Ruby Gap Nature Park, Watarrka National Park, West MacDonnell National Park.